# Anne tóc đỏ dưới Mái nhà Bạch Dương
Anne tóc đỏ dưới Mái nhà Bạch Dương — là cuốn tiểu thuyết thứ 4 trong loạt truyện Anne tóc đỏ dưới Chái nhà xanh của tác giả người Canada
Lucy Maud Montgomery. Được xuất bản lần đầu tiên vào năm 1936 bởi NXB McClelland và Stewart, câu chuyện kể về những trải nghiệm của Anne Shirley khi làm hiệu trưởng một trường trung học ở Summerside tại Đảo Hoàng tử Edward trong hơn ba năm. Phần lớn của cuốn tiểu thuyết được là những bức thư Anne viết cho vị hôn phu của mình, Gilbert Blythe.

## Tóm tắt cốt truyện
Cuốn tiểu thuyết kể về ba năm giữa khoảng thời gian sau khi Anne tốt nghiệp Đại học Redmond và trước cuộc hôn nhân của cô với Gilbert Blythe. Trong khi Gilbert theo học trường y, Anne nhận công việc làm hiệu trưởng và giảng dạy tại Trường trung học Summerside. Cô sống trong một ngôi nhà xinh đẹp có tên là Bạch Dương Lộng Gió với hai góa phụ lớn tuổi là dì Kate và dì Chatty với người quản gia của họ, Rebecca Dew và con mèo Dusty Miller.
Trong thời gian này, Anne phải chiến thắng gia tộc Pringle và đầy thù hận, cũng như người đồng nghiệp lạnh lùng Katherine Brooke. Trong lúc này, cô gặp nhiều cư dân lập dị hơn của Summerside và tham gia giúp đỡ nhiều mối tình lãng mạn, và không phải lúc nào cũng diễn ra như kế hoạch. Cô cũng kết bạn với cô bé Elizabeth Grayson cô đơn, một thành viên mồ côi mẹ của gia tộc Pringle sống cạnh Bạch Dương Lộng Gió. Cô bé thường xuyên đến thăm Marilla tại Chái nhà xanh.
Ở cuối cuốn tiểu thuyết, Anne rời Summerside để trở về Avonlea kết hôn với Gilbert. Nhiều cư dân của thị trấn bày tỏ sự cảm kích về cách cô ấy đã giúp đỡ họ trong những năm qua, bao gồm cả Katherine Brooke và Elizabeth Grayson.

## Nhân vật
Anne Shirley - Chuyển từ Chái nhà xanh ở Avonlea đến Bạch Dương Lộng Gió ở Summerside, Anne nhận công việc làm hiệu trưởng trường trung học Summerside trong khi vị hôn phu Gilbert của cô học xong trường y. Trong ba năm, cô phải chiến thắng gia tộc Pringle hợm hĩnh đang cai trị thị trấn, làm bạn với vị hiệu phó đáng ghét và giúp đỡ cô bé cô đơn sống bên cạnh.
Dì Kate MacComber - Chủ nhà Bạch Dương Lộng Gió, người trước đây đã kết hôn với một thuyền trưởng.
Dì Charlotte "Chatty" MacLean - Một góa phụ già nhạy cảm, ngọt ngào sống tại Bạch Dương Lộng Gió. Bà phù phiếm, thích bôi bơ lên mặt, đọc tiểu thuyết và chơi bài.
Rebecca Dew - Quản gia ở Bạch Dương Lộng Gió. Cư dân ở Summerside tin rằng cô ấy cai trị các "góa phụ" bằng một cách thẳng thắn và những yêu cầu của mình, nhưng các góa phụ đã học được cách kiểm soát cô thông qua phương pháp tâm lý học nghịch đảo.
Elizabeth Grayson - Một cô bé 8 tuổi cô đơn và bất hạnh, sống cạnh Bạch Dương. Mẹ cô bé mất khi cô được sinh ra và bố cô bé sinh sống và làm việc tại Paris, Pháp. Elizabeth luôn mơ về "Ngày mai" và đổi tên dựa trên tâm trạng của mình.
Bà Campbell - Người bà cố lạnh lùng và thiếu tình yêu của Bé Elizabeth.
Martha Monkman - Người quản gia lớn tuổi của bà Campbell và cũng là người giúp bà chăm sóc Bé Elizabeth. Được biết đến nhiều hơn với cái tên "Bà giúp việc", bà ấy cũng nghiêm khắc và tàn nhẫn như chủ nhân của mình và luôn nói với Elizabeth rằng "Ngày mai" sẽ không bao giờ đến.
Katherine Brooke - Người hiệu phó cay nghiệt và thích châm biếm của trường trung học Summerside. Cô muốn làm hiệu trưởng và bực bội với Anne vì Anne được làm hiệu trưởng.
Jen Pringle - Một học sinh tại trường trung học Summerside, là người rất thông minh nhưng cô bé không thích Anne và hay gây rắc rối trong lớp.
Sophy Sinclair - Một học sinh không thuộc gia tộc Pringle trong lớp của Anne. Cô bé là một cô gái giản dị, ít nói và luôn khao khát được đóng vai Nữ vương Mary của người Scotland trong vở kịch của trường.
Lewis Allen - Một cậu học trò mồ côi phải làm việc nhà để trả tiền cho chủ nhà.
Ellen Pringle - Một phụ nữ lớn tuổi sống với chị gái Sarah trong một dinh thự Maplehurst. Thanh lịch và có vẻ ngoài ngọt ngào, bà làm theo những gì chị gái nói với bà và được biết đến với công thức làm bánh pound mà dì Chatty rất mong muốn có được.
Sarah Pringle - Chị gái của Ellen sống cùng bà tại Maplehurst và là người đứng đầu toàn bộ gia tộc Pringle. Khi một cuốn nhật ký cũ với thông tin về gia đình bà bị phát hiện, Sarah lần đầu tiên rời khỏi nhà sau một thập kỷ để cứu vớt thanh danh của gia tộc Pringle.
Pierce Grayson - Cha của bé Elizabeth, người đã chuyển đến Paris sau khi vợ ông qua đời.
Valentine Courtaloe - Người thợ may quần áo địa phương và bà biết mọi thứ về các cư dân tại Summerside.
Bà Gibson - Một người quen cũ của bà Marilla từ White Sands. Bà là một bà lão tám mươi tuổi ngồi xe lăn, hay đòi hỏi, và được cô con gái Pauline trung niên rụt rè, nhút nhát chăm sóc.
Pauline Gibson - Con gái của bà Gibson, là người chăm sóc bà. Cô không dám làm bất cứ điều gì nếu không hỏi mẹ. Anne giúp Pauline thuyết phục bà Gibson để cô đến dự lễ kỷ niệm đám cưới bạc của một người anh họ trong một ngày.
Hazel Marr - Một người mới đến Summerside. Cô tiết lộ với Anne rằng cô không yêu người yêu giàu có đủ để kết hôn với anh ta.
Terry Garland - Người yêu của Hazel mà Anne tin rằng sẽ yêu bất kỳ cô gái xinh đẹp nào. Anh coi lễ đính hôn của họ chẳng qua là một điều vô nghĩa trẻ con.
Bà Raymond - Mẹ của cặp song sinh Gerald và Geraldine tám tuổi mà Anne trông coi trong khi bà Raymond đi dự đám tang.
Geraldine Raymond - Con gái của bà Raymond và là em gái sinh đôi của Gerald.
Gerald Raymond - Con trai của bà Raymond và anh trai sinh đôi của Geraldine.
Ivy Trent - Một cô bé mà cặp song sinh Raymond không ưa. Geraldine ghen tị với đống quần áo của cô bé và Ivy đã yêu cầu Gerald làm bồ của mình.